# Paingar (sockenhuvudort i Kina, Tibet Autonomous Region, lat 31,20, long 94,04)
Paingar (kinesiska: Baiga, 白嘎, 白嘎乡) är en sockenhuvudort i Kina. Den ligger i den autonoma regionen Tibet, i den sydvästra delen av landet, omkring 330 kilometer nordost om regionhuvudstaden Lhasa. Antalet invånare är 7 431. Befolkningen består av 3 647 kvinnor och 3 784 män. Barn under 15 år utgör 32 %, vuxna 15-64 år 61 %, och äldre över 65 år 5,0 %.
Runt Paingar är det mycket glesbefolkat, med 4 invånare per kvadratkilometer. Paingar är det största samhället i trakten. Trakten runt Paingar består i huvudsak av gräsmarker.
Genomsnittlig årsnederbörd är 929 millimeter. Den regnigaste månaden är juni, med i genomsnitt 199 mm nederbörd, och den torraste är december, med 3 mm nederbörd.